# (32326) 2000 QO62
(32326) 2000 QO62 — астероид главного пояса, который входит в состав семейства Юноны. Он был открыт 28 августа 2000 года в рамках проекта LINEAR в обсерватории Сокорро.

Орбита астероида 2000 QO62 и его положение в Солнечной системе